# Byzantion
Византион (полное название «Byzantion. Revue Internationale des Études Byzantines») — французско-бельгийское византиноведческое периодическое издание (Брюссель).

## История издания
В 1923 году, во время V интернационального конгресса историков в Брюсселе, было предложено создать международный византиноведческий журнал. К 1924 году уже был подготовлен первый выпуск и издан в 1925 году. Тематика первого выпуска была посвящена Н. П. Кондакову. Основателями журнала являются Поль Грэндо и Анри Грегуар. Изначально издавался в Париже-Льеже (1924—1929), затем в Париже-Брюсселе (1930), Брюсселе (1931—1940; с 1948), Бостоне (1941—1945).